# Internationaler Bauorden
Der Internationale Bauorden (IBO) ist eine in vielen europäischen Ländern verbreitete gemeinnützige Organisation, die europaweit Baucamps (in erster Linie) für junge Erwachsene organisiert und damit soziale und gemeinnützige Einrichtungen bei Bau- und Renovierungsarbeiten unterstützt. Auch historische Bauwerke werden in solchen Einsätzen restauriert.
Der Bauorden wurde 1953 durch den niederländischen Ordensgeistlichen Werenfried van Straaten gegründet, um Studenten zu motivieren, in Deutschland Flüchtlingen und Vertriebenen beim Bau von Eigenheimen zu helfen. Der Bauorden finanziert sich heute überwiegend durch Spenden, erhält für seine Arbeit aber auch öffentliche Zuschüsse.
In den Baucamps wird in internationalen Gruppen von sechs bis zwölf Teilnehmern in der Regel zwei bis drei Wochen lang gearbeitet. Die Teilnehmer erhalten für ihre Arbeit kostenlose Unterkunft und Verpflegung. Der Bauorden bereitet die Projekte vor und kümmert sich um Werkzeuge und Baumaterial. Die Bauwochen finden europaweit, insbesondere in Mittel- und Osteuropa statt. Für Architektur- und Bauingenieurstudenten kann die Teilnahme an einem Baulager des IBO als Baustellenpraktikum anerkannt werden.
Der Orden verleiht seit 2005 alle zwei Jahre den Joseph Schmitt-Preis für eine Examensarbeit in den Bereichen Internationale Jugendarbeit, Internationale Freiwilligendienste, Jugendreisen sowie Jugend und Europa. Der Preis ist mit 1000 Euro dotiert.

## Nationale Ableger
Der deutsche Bauorden wird vom gemeinnützigen Verein Internationaler Bauorden Deutscher Zweig e.V. getragen und hat seinen Sitz in Ludwigshafen am Rhein.
Die österreichische Sektion ist organisiert im Internationalen Bauorden Österreich mit Sitz in Graz.
Der Schweizer Bauorden, dessen Sekretariat sich in Altstätten befindet, wurde 1953 durch den katholischen Priester Jakob Feurer gegründet, der damals dort Vikar war.